# Distrito de Chitipa
El distrito de Chitipa es uno de los veintisiete distritos de Malaui y uno de los seis de la región del Norte. Cubre un área de 4.288 km² y albergaba una población de 234 927 personas. La capital es Chitipa.
- Datos: Q1044337